# Vernon, Ardèche

Vernon este o comună în departamentul Ardèche din sud-estul Franței. În 1 ianuarie 2022 avea o populație de 223 de locuitori.